# Hansi
Hansi – wieś w Estonii, w prowincji Võru, w gminie Rõuge.